# Henry Hill
Henry Hill (11. juni 1943 – 12. juni 2012) var en amerikansk gangster og forbryder, med en lang karriere af forbrydelser og stoffer gennem sit liv. Han blev spillet af Ray Liotta, da hans liv blev filmatiseret i filmen Goodfellas. Henry Hill døde i sommeren 2012 efter længere tids sygdom fra stoffer.